# Lijst van schepen van de United States Navy (C)
Deze lijst geeft een overzicht van schepen die ooit in dienst zijn geweest bij de United States Navy waarvan de naam begint met een C.

## C
- USS C-1 (SS-9)
- USS C-2 (SS-13)
- USS C-3 (SS-14)
- USS C-4 (SS-15)
- USS C-5 (SS-16)
- USS C. F. Sargent ()
- USS C. P. Williams ()
- USS C. W. Morse ()

## Ca
- USS Cabana ()
- USS Cabell ()
- USS Cabezon (SS-334)
- USS Cabildo (LSD-16)
- USS Cable (ARS-19)
- USS Cabot (1775, CVL-28)
- USS Cabrilla (SS-288)
- USS Cacapon ()
- USS Cachalot (SS-170)
- USS Cache (AOT-67)
- USS Cacique ()
- USS Cactus ()
- USS Caddo Parish (LST-515)
- USS Cadmus (AR-14)
- USS Caelum ()
- USS Caesar ()
- USS Cahaba ()
- USS Cahokia (, ATA-186)
- USS Cahto ()
- USS Cahuilla ()
- USS Caiman (SS-323)
- USS Cairo (1861)
- USS Calabash ()
- USS Caladesi ()
- USS Calamares ()
- USS Calamianes ()
- USS Calamus ()
- USS Calcaterra (DE-390)
- USS Caldwell (DD-69, DD-605)
- USS Caledonia (1812, AK-167)
- USS Calhoun ()
- USS Calhoun County (LST-519)
- USS Calibogue ()
- USS Caliente (AO-53)
- USS California (1867, ACR-6, SP-249, SP-647, BB-44, CGN-36)
- USS Californian ()
- USS Caliph ()
- USS Calistoga ()
- USS Callaghan (DD-792, DDG-994)
- USS Callao: USS Callao (kanonneerboot), USS Callao (troepenschip) en USS Callao (weerschip)
- USS Callaway ()
- USS Callisto ()
- USS Caloosahatchee (AO-98)
- USS Calumet (, )
- USS Calvert (, )
- USS Calypso (, , )
- USS Camanche (1864, )
- USS Camanga ()
- USS Camano ()
- USS Cambria ()
- USS Cambridge (1860, ID-1651, CA-126)
- USS Camden (AS-6, AOE-2)
- USS Camel (, , )
- USS Camelia ()
- USS Camellia ()
- USS Camia ()
- USS Camp (DE-251)
- USS Canandaigua (1862, 1901, IX-233, PC-1246)
- USS Canarsee ()
- USS Canary ()
- USS Canasatego ()
- USS Canberra (CA-70)
- USS Candid ()
- USS Candoto ()
- USS Caney ()
- USS Canfield ()
- USS Canibas ()
- USS Canisteo (AO-99)
- USS Cannon ()
- USS Canocan ()
- USS Canon (PG-90)
- USS Canonicus (1863, 1899, YT-187, ACM-12)
- USS Canopus (AS-34)
- USS Canotia (AN-47)
- USS Canton (1913)
- USS Canuck (YTB-379)
- USS Cap Finisterre (1911)
- USS Capable (AM-155, AGOS-16)
- USS Cape (MSI-2)
- USS Cape Alexander (AK-5010)
- USS Cape Ann (AK-5009)
- USS Cape Archway (AK-5011)
- USS Cape Avinof (AK-5013)
- USS Cape Blanco (AK-5060)
- USS Cape Borda (AK-5058)
- USS Cape Bover (AK-5057)
- USS Cape Breton (AK-5056)
- USS Cape Cod (AD-43)
- USS Cape Decision (AKR-5054)
- USS Cape Diamond (AKR-5055)
- USS Cape Domingo (AKR-5053)
- USS Cape Douglas (AKR-5052)
- USS Cape Ducato (AKR-5051)
- USS Cape Edmont (AKR-5069)
- USS Cape Esperance (CVE-88)
- USS Cape Farewell (AK-5073)
- USS Cape Fear (AK-5061)
- USS Cape Flattery (AK-5070)
- USS Cape Florida (AK-5071)
- USS Cape Gibson (AK-5051)
- USS Cape Girardeau (AK-2039)
- USS Cape Gloucester (CVE-109)
- USS Cape Henry (ID-3056, AKR-5067)
- USS Cape Horn (AKR-5068)
- USS Cape Hudson (AKR-5066)
- USS Cape Inscription (AKR-5076)
- USS Cape Intrepid (AKR-11)
- USS Cape Isabel (AKR-5062)
- USS Cape Island (AKR-10)
- USS Cape Jacob (AK-5029)
- USS Cape John (AK-5022)
- USS Cape Johnson (AP-172, AK-5075)
- USS Cape Juby (AK-5077)
- USS Cape Kennedy (AKR-5083)
- USS Cape Knox (AKR-5082)
- USS Cape Lambert (AKR-5077)
- USS Cape Lobos (AKR-5078)
- USS Cape Lookout (ID-3214)
- USS Cape May (ID-3520, AKR-5063)
- USS Cape Mendocino (AKR-5064)
- USS Cape Mohican (AKR-5065)
- USS Cape Nome (AK-1014)
- USS Cape Orlando (AKR-2044)
- USS Cape Race (AKR-9960)
- USS Cape Ray (AKR-9679)
- USS Cape Rise (AKR-9678)
- USS Cape Romain (ID-2970)
- USS Cape St. George (CG-71)
- USS Cape Taylor (AKR-113)
- USS Cape Texas (AKR-112)
- USS Cape Trinity (AKR-9711)
- USS Cape Victory (AKR-9701)
- USS Cape Vincent (AKR-9666)
- USS Cape Washington (AKR-9961)
- USS Cape Wrath (AKR-9962)
- USS Capelin (SS-289)
- USS Capella (AK-13, AKR-293)
- USS Caperton (DD-650)
- USS Capitaine (AGSS-336)
- USS Capodanno (FF-1093)
- USS Capps (DD-550)
- USS Caprice (ID-703, PG-90)
- USS Capricornus (LKA-57)
- USS Capt. Stephen L. Bennett (AK-4296)
- USS Captain Arlo L. Olson (AK-245)
- USS Captiva (YFB-25)
- USS Captivate (AM-156)
- USS Captor (PYc-40)
- USS Caracara (AMC-40)
- USS Carascan (YTB-511)
- USS Caravan (AM-157)
- USS Carbonero (SS-337)
- USS Card (CVE-11)
- USS Cardinal (AM-6, AM-67, AMS-4, MHC-60)
- USS Cardinal O'Connell (T-AKV-7)
- USS Cariama (AM-354)
- USS Carib (ID-1765, ATF-82)
- USS Caribou (IX-114)
- USS Carina (AK-74)
- USS Carl R. Gray (ID-2671)
- USS Carl Vinson (CVN-70)
- USS Carlisle (APA-69)
- USS Carlotta (ID-1785)
- USS Carlson (DE-9)
- USS Carmick (DD-493)
- USS Carmita (1862, IX-152)
- USS Carnation (1863)
- USS Carnegie (CVE-38)
- USS Carnelian (PY-19)
- USS Carney (DDG-64)
- USS Carola IV (ID-812)
- USS Carolina ()
- USS Caroline ()
- USS Caroline County (LST-525)
- USS Carolinian ()
- USS Carolita ()
- USS Caron (DD-970)
- USS Carondelet (1861, IX-136)
- USS Carp (SS-20, SS-338)
- USS Carpellotti (APD-136)
- USS Carpenter (DD-825)
- USS Carr (FFG-52)
- USS Carrabasset (, )
- USS Carrie Clark ()
- USS Carrillo ()
- USS Carroll ()
- USS Carronade (LFR-1)
- USS Carson City ()
- USS Carter ()
- USS Carter Hall (LSD-3, LSD-50)
- USS Carteret ()
- USS Casa Grande (LSD-13)
- USS Casablanca (CVE-55)
- USS Cascade (AD-16)
- USS Casco (1864, 1910, AVP-12)
- USS Case (DD-285, DD-370)
- USS Casimir Pulaski (SSBN-633)
- USS Casinghead ()
- USS Casper ()
- USS Caspian ()
- USS Cassin (DD-43, DD-372)
- USS Cassin Young (DD-793)
- USS Cassiopeia ()
- USS Cassius ()
- USS Castine (PG-6, PC-452/IX-206)
- USS Castle ()
- USS Castle Rock ()
- USS Castor (1869, AKS-1)
- USS Castro ()
- USS Caswell ()
- USS Catalpa (, )
- USS Catamount (LSD-17)
- USS Catawba (1864, YT-32, ATA-210, ATF-168)
- USS Catbird ()
- USS Catclaw ()
- USS Cates ()
- USS Catfish (SS-339)
- USS Catherine Johnson ()
- USS Catoctin ()
- USS Catron (APA-71)
- USS Catskill (1862, AP-106 )
- USS Caution ()
- USS Cauto ()
- USS Cavalier ()
- USS Cavalla (SS-244, SSN-684)
- USS Cavallaro (APD-128)
- USS Cayuga (1861, 1892, LST-1186)

## Ce
- USS Cebu ()
- USS Cecil ()
- USS Cecil J. Doyle (DE-368)
- USS Cedar ()
- USS Cedar Creek ()
- USS Celebes ()
- USS Celeno ()
- USS Celeritas ()
- USS Celtic (, )
- USS Centaurus (, )
- USS Centipede ()
- USS Cepheus (, )
- USS Ceres (1856)
- USS Cero (, )
- USS Cetus ()

## Ch
- USS Chachalaca ()
- USS Chafee (DDG-90)
- USS Chaffee (DE-230)
- USS Chaffinch (, )
- USS Chahao ()
- USS Chain (AGOR-17)
- USS Chalcedony ()
- USS Challenge (, ATA-201)
- USS Challenger ()
- USS Chambers (DER-391)
- USS Chame ()
- USS Champion (1777, 1863, AM-134, MCM-4)
- USS Champlin (DD-104, DD-601)
- USS Chanagi ()
- USS Chancellorsville (CG-62)
- USS Chandeleur ()
- USS Chandler (Chandler (DD-206, DDG-996)
- USS Change ()
- USS Chanticleer (, , ASR-7)
- USS Chara (AE-31)
- USS Charger (CVE-30)
- USS Charles Ausburn (DD-294, DD-570)
- USS Charles B. Mason ()
- USS Charles Berry (DE-1035)
- USS Charles Carroll (APA-28)
- USS Charles E. Brannon ()
- USS Charles F. Adams (DDG-2)
- USS Charles F. Hughes (DD-428)
- USS Charles H. Davis (AGOR-5)
- USS Charles H. Roan (DD-853)
- USS Charles J. Badger (DD-657)
- USS Charles J. Kimmel (DE-584)
- USS Charles Lawrence (APD-37)
- USS Charles Mann ()
- USS Charles P. Cecil (DD-835)
- USS Charles P. Crawford ()
- USS Charles P. Kuper ()
- USS Charles Phelps ()
- USS Charles R. Greer ()
- USS Charles R. Ware (DD-865)
- USS Charles S. Sperry (DD-697)
- USS Charles Whittemore ()
- USS Charleston (1798, C-2, C-22, PG-51, LKA-113)
- USS Charlevoix ()
- USS Charlotte (1862, CA-12, PF-60, SSN-766)
- USS Charlottesville (PF-25)
- USS Charlton (AKR-314)
- USS Charlton Hall ()
- USS Charmain II ()
- USS Charr (SS-328)
- USS Charrette (DD-581)
- USS Charybdis (1869)
- USS Chase (DD-323, DE-158)
- USS Chase County (LST-532)
- USS Chase S. Osborne ()
- USS Chaska ()
- USS Chateau Thierry ()
- USS Chatelain (DE-149)
- USS Chatham (, , CVE-32)
- USS Chatot ()
- USS Chattahoochee (AOG-82)
- USS Chattanooga (C-16, CL-118)
- USS Chatterer (, MSCO-40)
- USS Chaumont (AP-5)
- USS Chauncey (DD-3, DD-296, DD-667)
- USS Chauvenet (AGS-29)
- USS Chawasha ()
- USS Chebaulip ()
- USS Cheboygan County (LST-533)
- USS Chegodega ()
- USS Chehalis (PG-94)
- USS Chekilli ()
- USS Cheleb (AK-138)
- USS Chemung (AT-18, AO-30)
- USS Chenango (1863, CVE-28)
- USS Chengho ()
- USS Chepachet (AOT-78)
- USS Chepanoc ()
- USS Cherokee (, , , )
- USS Chesapeake (1799, , AOT-5084)
- USS Chestatee ()
- USS Chester (CL-1, CA-27)
- USS Chester T. O'Brien (DE-421)
- USS Chestnut ()
- USS Chestnut Hill ()
- USS Chetco ()
- USS Chevalier (DD-451, DD-805)
- USS Chew (DD-106)
- USS Chewaucan (AOG-50)
- USS Chewink (, )
- USS Cheyenne (1898, BM-10, CL-86, CL-117, AG-174, SSN-773)
- USS Chicago (CA-14, CA-29, CA-136, SSN-721)
- USS Chichota ()
- USS Chickadee (MSF-59)
- USS Chickasaw (1864, 1882, ATF-83)
- USS Chicolar ()
- USS Chicomico ()
- USS Chicopee (1863, AO-34 )
- USS Chicot ()
- USS Chief (AMC-67, MSF-315, MCM-14)
- USS Chikaskia (AO-54)
- USS Childs (DD-241)
- USS Chilhowee ()
- USS Chilkat ()
- USS Chillicothe (1862)
- USS Chilton (LPA-38)
- USS Chilula ()
- USS Chimaera ()
- USS Chimango (, )
- USS Chimariko (ATF-154)
- USS Chimo (1864, )
- USS Chimon ()
- USS Chinaberry ()
- USS Chinampa ()
- USS Chincoteague ()
- USS Chingachgook ()
- USS Chinook (PC-9)
- USS Chinquapin ()
- USS Chipola (AO-63)
- USS Chipper ()
- USS Chippewa (1813, 1815, 1861, AT-69)
- USS Chiquito ()
- USS Chiron ()
- USS Chivo (SS-341)
- USS Chiwaukum ()
- USS Chiwawa ()
- USS Chloris (ARVE-4)
- USS Choctaw (1856, YT-26, 1918, YT-114, ATF-70)
- USS Chocura (, )
- USS Chohonaga ()
- USS Cholocco ()
- USS Chopper (SS-342)
- USS Choptank ()
- USS Chosin (CG-65)
- USS Chotank ()
- USS Chotauk ()
- USS Chourre ()
- USS Chowanoc (ATF-100)
- USS Christabel ()
- USS Christiana ()
- USS Christine (, )
- USS Christopher ()
- USS Chub (SS-329)
- USS Chukawan (AO-100)
- USS Chukor ()
- USS Chung-Hoon (DDG-93)
- USS Churchill County (LST-583)

## Ci
- USS Cigarette (ID-1234)
- USS Cimarron (1862, AO-22, AO-177)
- USS Cinchona (YN-7)
- USS Cincinnati (C-7, CL-6, SSN-693)
- USS Cinnabar (IX-163)
- USS Cinnamon (YN-69)
- USS Circassian (1862)
- USS Circe (1869, AKA-25)
- USS Cisco (SS-290)
- USS City of Corpus Christi (SSN-705)
- USS City of Dalhart (IX-156)
- USS City of Lewes (ID-383)
- USS City of South Haven (ID-2527)

## Cl
- USS Claiborne (AK-171)
- USS Clamagore (SS-343)
- USS Clamour (AM-160)
- USS Clamp (ARS-33)
- USS Clara Dolsen (1862)
- USS Clare (ID-2774)
- USS Clarence K. Bronson (DD-668)
- USS Clarence L. Evans (DE-113)
- USS Clarendon (APA-72)
- USS Clarinda (YP-185)
- USS Clarion (AK-172)
- USS Clark (DD-361, FFG-11)
- USS Clarke County (LST-601)
- USS Clash (PG-91)
- USS Claud Jones (DE-1033)
- USS Claude V. Ricketts (DDG-5)
- USS Claxton (DD-140, DD-571)
- USS Clay (APA-39)
- USS Clearfield (APA-142)
- USS Cleburne ()
- USS Clematis ()
- USS Clemson (DD-186)
- USS Cleo ()
- USS Clermont (APA-143)
- USS Cleveland (C-19, CL-55, LPD-7)
- USS Cliffrose (AN-42)
- USS Clifton (, , )
- USS Clifton Sprague (FFG-16)
- USS Climax ()
- USS Clinton (, LPA-144)
- USS Clio (, )
- USS Cloues ()
- USS Clover (, )
- USS Clyde (, )
- USS Clytie ()

## Co
- USS Coastal Battleship No. 1 (BB-1)
- USS Coastal Battleship No. 2 (BB-2)
- USS Coastal Battleship No. 4 (IX-6)
- USS Coastal Crusader (AGS-36)
- USS Coasters Harbor ()
- USS Coates (DE-685)
- USS Coatopa ()
- USS Cobbler (SS-344)
- USS Cobia (AGSS-245)
- USS Cobra ()
- USS Cochali ()
- USS Cochino (SS-345)
- USS Cochise ()
- USS Cochrane (DDG-21)
- USS Cockatoo (, )
- USS Cockenoe ()
- USS Cockrill (DE-398)
- USS Coco ()
- USS Coconino County (LST-603)
- USS Cocopa (ATF-101)
- USS Cod (SS-224)
- USS Codington ()
- USS Coeur de Lion ()
- USS Cofer (APD-62)
- USS Coffman (DE-191)
- USS Coghlan (DD-326, DD-606)
- USS Cogswell (DD-651)
- USS Cohasset (1860, 1918, IX-198)
- USS Cohocton ()
- USS Cohoes (1867, ANL-78)
- USS Colahan (DD-658)
- USS Colbert ()
- USS Cole (DD-155, DDG-67 bombed in Aden, Jemen)
- USS Colfax ()
- USS Colhoun (APD-2, DD-801)
- USS Colington (, )
- USS Colleen ()
- USS Colleton (APB-36)
- USS Collett (DD-730)
- USS Collier (1864)
- USS Collingsworth (LPA-146)
- USS Colonel Harney ()
- USS Colonel Kinsman ()
- USS Colonel William J. O'Brien (AK-246)
- USS Colonial (LSD-18)
- USS Colorado: 1856, ACR-7, BB-45
- USS Colossus (1864, 1869)
- USS Colquitt ()
- USS Columbia (1836, 1862, 1864), C-12, AG-9, CL-56, AOT-182, SSN-771)
- USS Columbine (1862)
- USS Columbus (1774, 1819, CA-74, SSN-762)
- USS Colusa ()
- USS Comanche ()
- USS Combat ()
- USS Comber ()
- USS Comet (, , , AKR-7)
- USS Cometa ()
- USS Comfort (, AH-20)
- USS Commander ()
- USS Commencement Bay (CVE-105)
- USS Commerce ()
- USS Commodore (, , )
- USS Commodore Barney ()
- USS Commodore Hull ()
- USS Commodore Jones ()
- USS Commodore Maury ()
- USS Commodore McDonough ()
- USS Commodore Morris ()
- USS Commodore Perry (1859)
- USS Commodore Read ()
- USS Commodore Truxtun ()
- USS Compass Island (AG-153)
- USS Compel ()
- USS Competent ()
- USS Compton (DD-705)
- USS Comstock (LSD-19, LSD-45)
- USS Comte De Grasse (DD-974)
- USS Conanicut ()
- USS Conasauga ()
- USS Conchardee ()
- USS Concho ()
- USS Concise ()
- USS Concord (1828, PG-3, 1917, CL-10, T-AFS-5)
- USS Condor (, MSCO-5)
- USS Cone (DD-866)
- USS Conecuh ()
- USS Conemaugh (1862, AOG-62)
- USS Conestoga (1861, 1862, AT-54)
- USS Confederacy (1778)
- USS Confiance ()
- USS Conflict (, MSO-426)
- USS Congaree ()
- USS Conger (SS-477)
- USS Congress (1776, 1777, 1799, 1841, 1868, 1918)
- USS Conklin ()
- USS Connecticut (1776, 1799, 1861, BM-8, BB-18, SSN-22)
- USS Conner (DD-72, DD-582)
- USS Connewango ()
- USS Connole (FF-1056)
- USS Connolly (DE-306)
- USS Conohasset ()
- USS Conolly (DD-979)
- USS Conqueror ()
- USS Conquest (, , MSO-488)
- USS Conserver (ARS-39)
- USS Consolation (AH-15)
- USS Consort ()
- USS Constance II ()
- USS Constant (, MSO-427)
- USS Constantia ()
- USS Constellation (1797, 1854, (CC-22) nooit afgebouwd, CV-64)
- USS Constitution - "Old Ironsides," oldest commissioned warship afloat (CC-5's keel was laid, but never completed.)
- USNS Contender (T-AGOS-2)
- USS Content ()
- USS Contocook (AT-36)
- USS Contoocook (1864)
- USS Control (AM-164)
- USS Converse (DD-291, DD-509)
- USS Conway (DD-70, DD-507)
- USS Cony (DD-508)
- USS Conyngham (DD-5, DD-371, DDG-17)
- USS Cook (APD-130, FF-1083)
- USS Cook Inlet (AVP-36)
- USS Coolbaugh (DE-217)
- USS Cooner (DE-172)
- USS Coontz (DDG-40)
- USS Cooper (DD-695)
- USS Coos Bay (AVP-25)
- USS Copahee (CVE-12)
- USS Copeland (FFG-25)
- USS Coquet (1906)
- USS Cor Caroli (AK-91)
- USS Coral (PY-15)
- USS Coral Sea (CVE-57, CVB-43)
- USS Corbesier (DE-438)
- USS Corbitant (YT-354)
- USS Cordova (CVE-39)
- USS Corduba (AF-32)
- USS Core (CVE-13)
- USS Corinthia ()
- USS Corkwood ()
- USS Cormorant (AM-40, MSC-122, MHC-57)
- USS Cornel (AN-45)
- USS Cornhusker State (ACS-6)
- USS Cornubia (1864)
- USS Corona (1905)
- USS Coronado (PF-38, AGF-11)
- USS Coronet (SP-194)
- USS Coronis (ARL-10)
- USS Corozal (1911)
- USS Corporal (SS-346)
- USS Corporation (1814)
- USS Corpus Christi (PG-152, SSN-705)
- USS Corpus Christi Bay (ARVH-1)
- USS Corregidor (CVE-58)
- USS Corry (DD-334, DD-463, DD-817)
- USS Corsair (SP-159, SS-435)
- USS Corson (AVP-37)
- USS Cortland (APA-75)
- USS Corundum (IX-164)
- USS Corvina (SS-226)
- USS Corvus (AKA-26)
- USS Corwin (1849, 1876)
- USS Corypheus (1862)
- USS Coshecton (YTB-404)
- USS Cossack (ID-695)
- USS Cossatot (AO-77)
- USS Cotinga (AMC-43, AMCU-22)
- USS Cotten (DD-669)
- USS Cottle (APA-147)
- USS Coucal (ASR-8)
- USS Counsel (MSF-165)
- USS Courage (PG-70)
- USS Courier (1861, 1912, AMC-72)
- USS Courlan (AMC-44, AMS-44)
- USS Courser (AMC-32, AMS-6)
- USS Courtenay P (ID-899)
- USS Courtney (DE-1021)
- USS Cove (MSI-1)
- USS Covington (1863, ID-1409, PF-56)
- USS Cowanesque (AO-79)
- USS Cowell (DD-167, DD-547)
- USS Cowie (DD-632)
- USS Cowpens (CVL-25, CG-63)
- USS Cowslip (1863)
- USS Coyote (ID-84)
- USS Cozy (ID-556)
- USS Cpl. Louis J. Hauge, Jr. (AK-3000)

## Cr
- USS Crag ()
- USS Craighead ()
- USS Crane (DD-109)
- USS Crane Ship No. 1 (AB-1)
- USS Craster Hall ()
- USS Crater (AK-70)
- USS Craven (TB-10, DD-70, DD-382)
- USS Cread (APD-88)
- USS Creamer ()
- USS Creddock ()
- USS Credenda ()
- USS Cree (ATF-84)
- USS Crenshaw ()
- USS Creon ()
- USS Crescent City ()
- USS Crest ()
- USS Crevalle (SS-291)
- USS Criccieth ()
- USS Cricket ()
- USS Crittenden ()
- USS Croaker (SS-246)
- USS Croatan (CVE-14, CVE-25)
- USS Crockett (PG-88)
- USS Crocus (, )
- USS Crommelin (FFG-37)
- USS Cromwell (DE-1014)
- USS Cronin (DE-704)
- USS Crosby (APD-17)
- USS Crosley (APD-87)
- USS Cross ()
- USS Crossbill (, AMc-9)
- USS Crouter ()
- USS Crow (, )
- USS Crowley ()
- USS Crownblock ()
- USS Crowninshield (DD-134)
- USS Cruise (MSF-215)
- USS Crusader (1858, ARS-2)
- USS Crux (AK-115)
- USS Crystal ()

## Cu
- USS Cubera ()
- USS Culebra Island ()
- USS Culgoa (AF-3)
- USS Cullman ()
- USS Cumberland (1842, AO-153)
- USS Cumberland Sound (AV-17)
- USS Cummings (DD-44, DD-365)
- USS Curacao ()
- USS Curb (ARS-21)
- USS Curlew (, , , MSCO-8)
- USS Current (ARS-22)
- USS Currier (DE-700)
- USS Currituck (, AV-7)
- USS Curtis W. Howard ()
- USS Curtis Wilbur (DDG-54)
- USS Curtiss (AVB-4)
- USS Curts (FFG-38)
- USS Cusabo (ATF-155)
- USS Cushing (TB-1, DD-55, DD-376, DD-797, DD-985)
- USS Cusk ()
- USS Cusseta ()
- USS Custer ()
- USS Cutlass (SS-478)
- USS Cuttlefish (SS-11, SS-171)
- USS Cuttyhunk Island ()
- USS Cuyahoga (AG-26)
- USS Cuyama ()

## Cy
- USS Cyane (1796, 1837, YFB-4)
- USS Cybele ()
- USS Cyclone (PC-1)
- USS Cyclops (1869, 1910)
- USS Cygnus ()
- USS Cymophane ()
- USS Cypress ()
- USS Cyrene (AGP-13)
- USS Cythera (, PY-31)

A · B · C · D · E · F · G · H · I · J · K · L · M · N · O · P · Q · R · S · T · U · V · W · X · Y · Z